# Museo Industrial del Ter
El Museo Industrial del Ter o MIT, en Manlleu (Osona), es un museo de territorio y sociedad que se proyecta sobre el territorio más allá del edificio y sus colecciones, con el objetivo de poner en valor el patrimonio industrial y natural de la cuenca media del río Ter. Tiene la sede en Can Sanglas, una antigua fábrica de hilado de 1841, situada en el punto donde el canal industrial de Manlleu termina su recorrido. El MIT acoge tres exposiciones permanentes (La fábrica de río, La sociedad industrial y Los ríos mediterráneos) y es sede también del Centro de Estudios de los Ríos Mediterráneos o CERM;. Asimismo organiza exposiciones temporales y actividades diversas destinadas a dar a conocer el singular proceso de industrialización de la zona y la biodiversidad del Ter y los ríos mediterráneos en general. El MIT gestiona otros espacios visitables fuera de Can Sanglas: la Colonia de Borgonyà (Sant Vicenç de Torelló), que cuenta con un Centro de Interpretación, y la Colonia Rusiñol, en Manlleu. El MIT se inauguró el 23 de junio de 2004 y forma parte del Museo Nacional de la Ciencia y de la Técnica de Cataluña, de la Red de Museos Locales de la Diputación de Barcelona y de la Red de Museos de Osona.
El Museo también dispone de un módulo multisensorial llamado "La Mirada Táctil", un espacio de interpretación táctil dirigido a todos los visitantes pero diseñado y adaptado especialmente para los visitantes que presenten algún tipo de dificultad visual, ceguera o movilidad reducida.

## Exposición permanente

### La fábrica de río

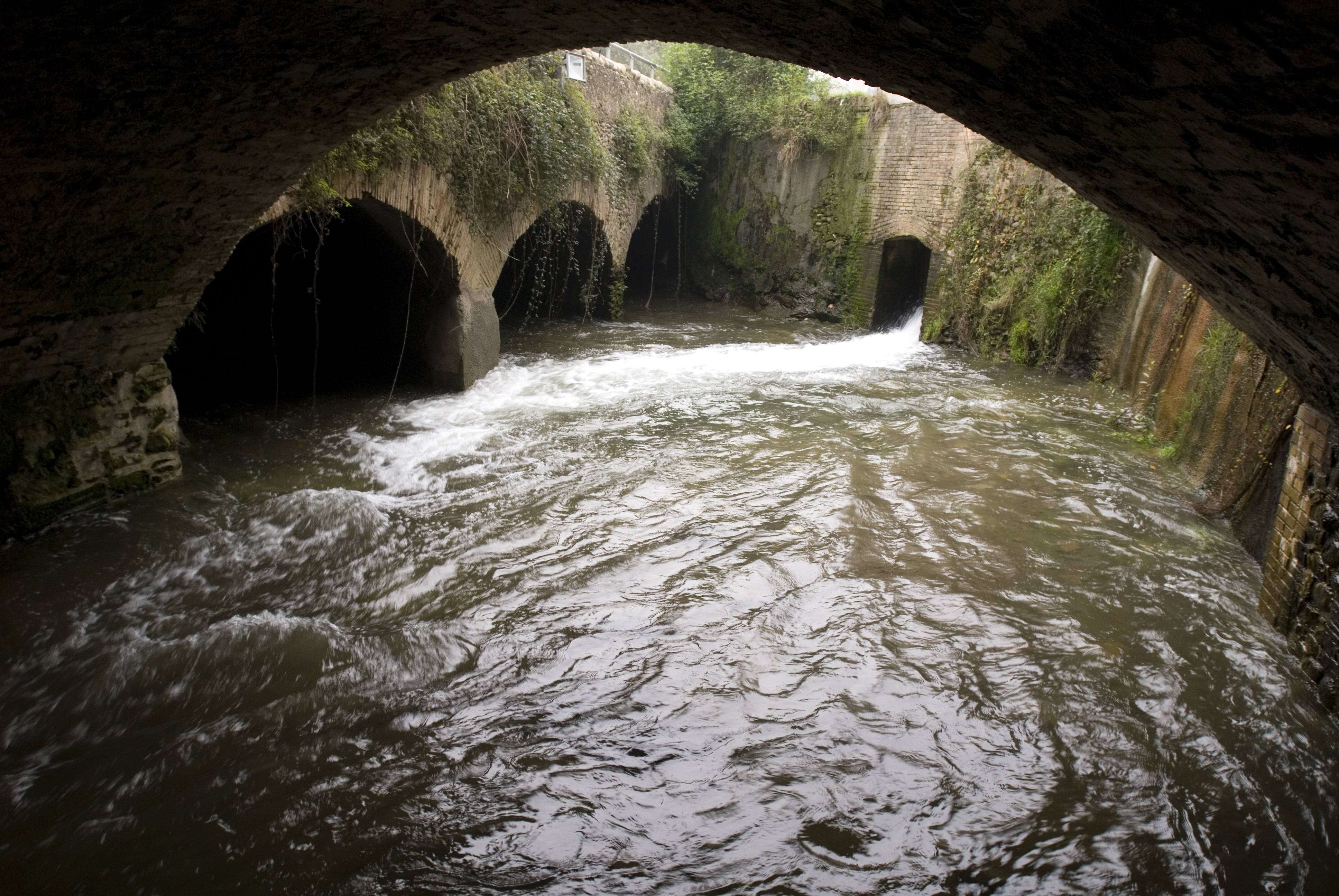
Apertura de compuertas en el MIT

Esta exposición destaca los aspectos históricos del proceso de industrialización del Ter medio, con máquinas experimentales que ayudan a entender el proceso de transformación del algodón en hilo, y los cambios sociales que dichas máquinas provocaron; la exposición se estructura en dos plantas: el sótano y la planta baja.
En el sótano se pueden observar los dos espacios energéticos de los que disponía Can Sanglas para aprovechar la energía hidráulica: el alternador automatizado, movido por una turbina Francis y que permite observar cómo se genera la electricidad, y la turbina Fontaine, uno de los primeros motores hidráulicos instalados en el Ter. El recorrido por la planta baja comprende varios ámbitos que ofrecen exponenen en orden cronológico el proceso de mecanización del hilado del algodón, desde la manufactura y su organización anterior a la industrialización hasta la mecanización que representan diversas máquinas algodoneras construidas por la empresa Serra S.A. de Manlleu. En diciembre de 2011 se pusieron en marcha los embarrados, un sistema de transmisión mecánica que aprovecha la energía hidráulica generada en la turbina Fontaine para poner en marcha algunas de las máquinas de hilado. La recuperación del sistema permite dar una visión global del proceso de hilado usado en el siglo XIX en la fábrica de Can Sanglas.

### La sociedad industrial
Esta exposición muestra los cambios sociales producidos por la industrialización mediante un recorrido por distintos ámbitos en los que se encuentran figuras de empresarios y trabajadores, elementos de la vida cotidiana, la toma de conciencia de clase y los conflictos políticos y sociales derivados de la producción indsutrial. La exposición incorpora también diversos audiovisuales y dos maquetas que reproducen la Colonia Rusiñol y la fachada fluvial de Manlleu entre el puente de Can Molas y la fábrica de Can Sanglas.

### Los ríos mediterráneos
La exposición propone un recorrido por los paisajes, la hidrología, la ecología, el patrimonio natural, los aspectos socioambientales y algunas propuestas de gestión sostenible de los cursos fluviales mediterráneos. Cuenta con un acuario con los valores ecológicos del Ter medio, decorada con fotografías de paisajes y especies autóctonas del noreste de Cataluña, y donde se pueden observar in situ tres especies de pez: el barbo de montaña, el cacho y la anguila.

## Centro de Estudio de los Ríos Mediterráneos
El Centro de Estudio de los Ríos Mediterráneos o CERM es el área ambiental del Museo Industrial del Ter y tiene por objetivo el estudio, la difusión y la conservación del patrimonio cultural y natural del río Ter y, por extensión, de los otros ríos mediterráneos. Sus actividades principales son la custodia y la restauración ecológica de sistemas fluviales mediante la consecución de acuerdos con propietarios y ayuntamientos, la educación ambiental y la sensibilización ciudadana, así como la investigación en ríos mediterráneos, asociada especialmente a la evaluación del estado ecológico de los ríos y a la búsqueda de soluciones para mejorar la conectividad de los ríos para los peces.

## Punto de Interpretación de la Colonia de Borgonyà
Este espacio ofrece información sobre el mundo de las colonias industriales y, especialmente, sobre la antigua empresa Fabra i Coats, que creó la más emblemática colonia textil del Ter. El Punto de Interpretación está ubicado en la antigua "casa-cuna" y se puede visitar en el recorrido de la visita guiada que ofrece el Museo Industrial del Ter por la colonia de Borgonyà.